# Shakti Samanta
Shakti Samanta (Burdwan, 13 gennaio 1926 – Mumbai, 9 aprile 2009) è stato un regista indiano.

## Filmografia
- Bahu (1955)
- Inspector (1956)
- Hill Station (1957)
- Sheroo (1957)
- Howrah Bridge (1958)
- Detective (1958)
- Insan Jaag Utha (1959)
- Jaali Note (1960)
- Singapore (1960)
- Isi Ka Naam Duniya Hai (1962)
- Naughty Boy (1962)
- China Town (1962)
- Ek Raaz (1963)
- Kashmir Ki Kali (1964)
- Sawan Ki Ghata (1966)
- An Evening in Paris (1967)
- Aradhana (1969)
- Kati Patang (1970)
- Pagla Kahin Ka (1970)
- Jaane-Anjaane (1971)
- Amar Prem (1971)
- Anuraag (1972)
- Charitraheen (1974)
- Ajanabee (1974)
- Amanush (1975)
- Mehbooba (1976)
- Anurodh (1977)
- Anand Ashram (1977)
- The Great Gambler (1979)
- Khwaab (1980)
- Barsaat Ki Ek Raat (1981)
- Ayaash (1982)
- Awaaz (1984)
- Alag Alag (1985)
- Aar Paar (1985)
- Anyay Abichar (1985)
- Andha Bichar (1990)
- Dushman (1990)
- Geetanjali (1993)
- Devdas (2002)

## Premi
- Filmfare Awards
  - 1970: "Best film" (Aradhana)
  - 1974: "Best film" (Anuraag)
- Zee Cine Awards
  - 2002:"Lifetime Achievement"